# Swiss Cyclocross Cup
Der Swiss Cyclocross Cup ist eine Schweizer Serie von Cyclocrossrennen. Sie besteht seit 2022 unter diesem Namen, ihr Vorgänger war die 2014 gegründete EKZ CrossTour.  Die Serie findet jährlich statt und bündelt bis zu sechs Rennen, die zum Rennkalender des Radsport-Weltverbands UCI gehören.

## Geschichte
Mitte 2014 schlossen sich die Veranstalter der vier Rennen in Baden, Dielsdorf, Hittnau und Eschenbach zu einer Rennserie namens EKZ CrossTour zusammen. Hauptsponsor waren die Elektrizitätswerke des Kantons Zürich (EKZ), Organisator war Christian Rocha. Neben der gemeinsamen Vermarktung bot die Serie eine Gesamtwertung, bei der die Platzierungen der Fahrer in Punkte umgerechnet wurden.
In den folgenden Jahren bestand die Serie jeweils aus drei bis sechs Rennen von September bis Januar, wobei die Abschlussveranstaltung ab 2015/2016 jeweils am 2. Januar war. Die Serie fand rege internationale Beteiligung, wenngleich ohne absolute Spitzenfahrer wie die Serien-Weltmeister jener Zeit, Mathieu van der Poel oder Wout van Aert. Neben den Elite-Wettkämpfen gab es auch solche für Junioren, Jugendliche sowie Amateure und Masters. Im Sommer wurde im Namen der EKZ CrossTour ein so genannter Urban Cyclocross in Zürich durchgeführt, der allerdings weder der Serie noch dem internationalen Kalender angehörte.
Ende 2020 wurde bekannt, dass der Hauptsponsor EKZ sein Engagement nicht verlängern wolle. Da die Suche nach einem neuen Sponsor vergeblich blieb, auch infolge der Corona-Pandemie, entfiel die Serie in der Saison 2021/2022.
2022 wurde wiederum eine Rennserie organisiert, nunmehr namens Swiss Cycling Cup. Neben neuen Rennen in Schneisingen, Mettmenstetten und Bulle waren die zuvor vertretenen Veranstaltungen von Hittnau und Meilen mit von der Partie; weitere Kontinuität ergab sich in der Person des Mitorganisators Rocha sowie der 2016 lancierten Internet-Plattform Swiss Cyclocross, die bereits die Vorgängerserie begleitet hatte. Die ersten drei Austragungen seit dem Neustart umfassten jeweils vier bis fünf Rennen.

## Siegerliste
Die Gesamtsieger von EKZ CrossTour und Swiss Cycling Cup in der Elite waren wie folgt:

### Männer
- 2014/2015:  Clément Venturini
- 2015/2016:  Francis Mourey
- 2016/2017:  Marcel Wildhaber
- 2017/2018:  Marcel Wildhaber
- 2018/2019:  David van der Poel
- 2019/2020:  Marcel Meisen
- 2020/2021:  Kevin Kuhn
- 2021/2022: nicht ausgetragen
- 2022/2023:  Timon Rüegg
- 2023/2024:  Loris Rouiller
- 2024/2025:  Dario Lillo

### Frauen
- 2014/2015:  Eva Lechner
- 2015/2016:  Pavla Havlíková
- 2016/2017:  Nicole Koller
- 2017/2018:  Pavla Havlíková
- 2018/2019:  Denise Betsema
- 2019/2020:  Christine Majerus
- 2020/2021:  Nicole Koller
- 2021/2022: nicht ausgetragen
- 2022/2023:  Élodie Python
- 2023/2024:  Sara Casasola
- 2024/2025:  Elisabeth Brandau

## Austragungsorte
Bis einschließlich der Saison 2024/2025 fanden EKZ CrossTour bzw. Swiss Cycling Cup 10 Mal statt, dabei wurden 45 Rennen an 11 verschiedenen Standorten ausgetragen.
| Ort            | von       | bis       | Anzahl | Link/Bemerkung     |
| -------------- | --------- | --------- | ------ | ------------------ |
| Baden          | 2014/2015 | 2020/2021 | 6      | Süpercross Baden   |
| Dielsdorf      | 2014/2015 | 2024/2025 | 3      |                    |
| Hittnau        | 2014/2015 | 2024/2025 | 10     |                    |
| Eschenbach     | 2014/2015 | 2018/2019 | 5      | siehe auch WM 1995 |
| Meilen         | 2015/2016 | 2022/2023 | 6      |                    |
| Aigle          | 2016/2017 | 2019/2020 | 4      | Cyclocross Aigle   |
| Bern           | 2017/2018 | 2020/2021 | 2      |                    |
| Mettmenstetten | 2022/2023 | 2024/2025 | 3      |                    |
| Schneisingen   | 2022/2023 | 2024/2025 | 3      |                    |
| Bulle          | 2022/2023 | 2022/2023 | 1      |                    |
| Steinmaur      | 2023/2024 | 2024/2025 | 2      |                    |